# Imjingang (métro de Séoul)
Imjingang (hangeul : 임진강 ; hanja : 臨津江) est une station de la branche Munsan-Dorosan de la ligne Gyeongui-Jungang du métro de Séoul. Elle est située, au 115 Imjingak-ro, Munsan-eup, dans la ville de Paju, au nord de Séoul dans la province Gyeonggi-do, en Corée du Sud. 
Ouverte en 2001, la station est desservie par les circulations de rames de la navette Munsan-Imjingang et de la navette Imjingang-Dorasan.

## Histoire

### Gare ferroviaire
La gare d'Imjingang est mise est mise en service le 1er septembre 1938, sur la ligne Gyeongui, et fermée fin octobre 1941. Elle est reconstruite et remise en service le 30 septembre 2001 lors de la remise en état, sur cette même ligne Gyeongui, du tronçon, long de 6,8 km de Munsan à Imjingang. Elle est alors, a l'extrémité nord de la ligne Gyeongui, la dernière gare voyageurs libre d'accès. Dorosan, la gare suivante nécessite des procédures de contrôle car elle est a proximité de la zone démilitarisée entre les deux Corées. Le service des trains de banlieue est fermé le 1er mai 2013.

### Station de métro
Le 28 mars 2020 elle devient une station de la ligne ligne Gyeongui-Jungang du métro de Séoul lors de la mise en service du tronçon de Munsan à Imjingang. Le chantier se pouruit avec l'électrification du tronçon jusqu'à Dorasan le  11 décembre 2021. Dorasan n'est accessible que par une deuxième navette électrique entre Imjingang et Dorasan qui fonctionne uniquement les week-end, à raison de deux aller-retour et un arrêt simple. Cette navette est suspendue le 12 février 2022 du fait de l'épidémie de la COVID-19.